# Район Нісікан
37°45′38″ пн. ш. 138°53′21″ сх. д. / 37.76056° пн. ш. 138.88917° сх. д.
Райо́н Нісіка́н (яп. 西蒲区, にしかんく, МФА: [ɲiɕi̥kaɴ ku̥], «Західно-Камбарський район») — район міста Ніїґата префектури Ніїґата в Японії. Станом на 1 квітня 2009 площа району становила 176,51 км². Станом на 1 червня 2011 населення району становило 60 483 осіб.